# 이병연
이병연(李秉淵, 1671년 5월 31일(음력 4월 23일) ~ 1751년 7월 21일(윤5월 29일))은 조선의 시인이다. 본관은 한산, 자는 일원(一源), 호는 사천(槎川)이다. 김창흡의 제자였으며, 겸재 정선과 친분이 있었다.
현재의 청와대 뒤편 기슭에 이병연의 집인 취록헌(翠麓軒)이 있었다. 이병연이 병에 걸려 위중해지자 정선이 취록헌을 방문하여 《인왕제색도》를 그린 바 있다.